# Neobisium validum
Neobisium validum är en spindeldjursart som först beskrevs av Ludwig Carl Christian Koch 1873.  Neobisium validum ingår i släktet Neobisium och familjen helplåtklokrypare. Inga underarter finns listade i Catalogue of Life.